# Arnaldo Catinari
Arnaldo Catinari (Bolonya, 9 de gener de 1964) és un director de fotografia i director de cinema italià.

## Carrera
Va estudiar arquitectura a la Universitat de Florència i el 1983 es va matricular en un curs de cinematografia al Centro Sperimentale di Cinematografia amb Carlo Di Palma i Giuseppe Lanci A partir de 1985, va treballar àmpliament com a director de fotografia per a curtmetratges i, des de mitjans dels anys noranta, per a llargmetratges. També ha estat actiu com a director de curtmetratges i el 1992 va dirigir el seu primer i únic llargmetratge, Dall'altra parte del mondo.

## Premis
Catinari va guanyar un Nastro d'Argento a la millor fotografia l'any 2008 pel seu treball a les pel·lícules I demoni di San Pietroburgo i Parlami d'amore. En la XIX edició de la Mostra de València va guanyar una menció a la millor fotografia per La stanza dello scirocco.

## Filmografia

### Director de fotografia
- El infierno prometido, dirigida per Juan Manuel Chumilla-Carbajosa (1992)
- Supplì, dirigida per Vincenzo Verdecchi (1993)
- La vera vita di Antonio H., dirigida per Enzo Monteleone (1994)
- Pugili, dirigida per Lino Capolicchio (1994)
- Alma gitana, dirigida per Chus Gutierrez (1996)
- Private life, dirigida per Vicente Perez (1996)
- Spanish fly, dirigida per Daphna Kastner (1997)
- Perdona bonita, pero Lucas me quería a mí, dirigida per Dunia Ayaso i Félix Sabroso (1997)
- La stanza dello scirocco, dirigida per Maurizio Sciarra (1997)
- Girotondo, giro intorno al mondo, dirigida per Davide Manuli (1998)
- Insomnio, dirigida per Chus Gutiérrez (1998)
- Casting, dirigida per Fernando Merinero (1998)
- Ecco fatto, dirigida per Gabriele Muccino (1998)
- Radiofreccia, dirigida per Luciano Ligabue (1998)
- Come te nessuno mai, dirigida per Gabriele Muccino (1999)
- Il pesce innamorato, dirigida per Leonardo Pieraccioni (1999)
- Una noche con Sabrina Love, dirigida per Alejandro Agresti (2000)
- Almost Blue, dirigida per Alex Infascelli (2000)
- Chiedimi se sono felice, dirigida per Aldo, Giovanni e Giacomo (2000)
- Luce dei miei occhi, dirigida per Giuseppe Piccioni (2001)
- Alla rivoluzione sulla due cavalli, dirigida per Maurizio Sciarra (2001)
- My name is Tanino, dirigida per Paolo Virzì (2002)
- La leggenda di Al, John e Jack, dirigida per Aldo, Giovanni e Giacomo i Massimo Venier (2002)
- Un Aldo qualunque, dirigida per Dario Migliardi (2002)
- Caterina va in città, dirigida per Paolo Virzì (2003)
- Il posto dell'anima, dirigida per Riccardo Milani (2003)
- Agata e la tempesta, dirigida per Silvio Soldini (2004)
- La vita che vorrei, dirigida per Giuseppe Piccioni (2004)
- Die Josef trilogie, dirigida per Thomas Woschitz (2005)
- Il caimano, dirigida per Nanni Moretti (2006)
- H2Odio, dirigida per Alex Infascelli (2006)
- L'aria salata, dirigida per Alessandro Angelini (2006)
- Nero bifamiliare, dirigida per Federico Zampaglione (2007)
- Notturno bus, dirigida per Davide Marengo (2007)
- Parlami d'amore, dirigida per Silvio Muccino (2007)
- Piano, solo, dirigida per Riccardo Milani (2007)
- I Demoni di San Pietroburgo, dirigida per Giuliano Montaldo (2007)
- L'uomo che ama, dirigida per Maria Sole Tognazzi (2008)
- Un gioco da ragazze, dirigida per Matteo Rovere (2008)
- Imago Mortis, dirigida per Stefano Bessoni (2008)
- The Twilight Saga: New Moon, dirigida per Chris Weitz (italian unit, 2009)
- Il grande sogno, dirigida per Michele Placido (2009)
- Alza la testa, dirigida per Alessandro Angelini (2009)
- The unmaking of, dirigida per Juan Manuel Chumilla Carbajosa (2010)
- Vallanzasca - Gli angeli del male, dirigida per Michele Placido (2010)
- Missione di pace, dirigida per Francesco Lagi (2011)
- Scialla! (Stai sereno), dirigida per Francesco Bruni (2011)
- L'industriale, dirigida per Giuliano Montaldo (2011)
- Ti amo troppo per dirtelo, dirigida per Marco Ponti (2012)
- Il cecchino, dirigida per Michele Placido (2012)
- Itaker - Vietato agli italiani, dirigida per Toni Trupia (2012)
- Buongiorno papà, dirigida per Edoardo Leo (2013)
- Viaggio sola, dirigida per Maria Sole Tognazzi (2013)
- Something Good, dirigida per Luca Barbareschi (2013)
- Anita B., dirigida per Roberto Faenza (2014)
- Una donna per amica, dirigida per Giovanni Veronesi (2014)
- Noi 4, dirigida per Francesco Bruni (2014)
- Mia madre, dirigida per Nanni Moretti (2015)
- La scelta, dirigida per Michele Placido (2015)
- Io e lei, dirigida per Maria Sole Tognazzi (2015)
- L'abbiamo fatta grossa, dirigida per Carlo Verdone (2016)
- 7 minuti, dirigida per Michele Placido (2016)[4]
- Suburra - La serie (2017)
- Benedetta follia, dirigida per Carlo Verdone (2018)[5]
- Piccoli crimini coniugali, dirigida per Alex Infascelli (2017)[6]
- Tutto quello che vuoi, dirigida per Francesco Bruni (2017)[7]
- Ricchi di fantasia, dirigida per Francesco Micciché (2018)
- Petra, dirigida per Maria Sole Tognazzi (2020-2022)
- Vita da Carlo, dirigida per Carlo Verdone e Arnaldo Catinari (2021)

### Director
- Dall'altra parte del mondo (1992)
- Suburra - La serie (2020)
- Vita da Carlo, amb Carlo Verdone (2021)